# Otthon szülés

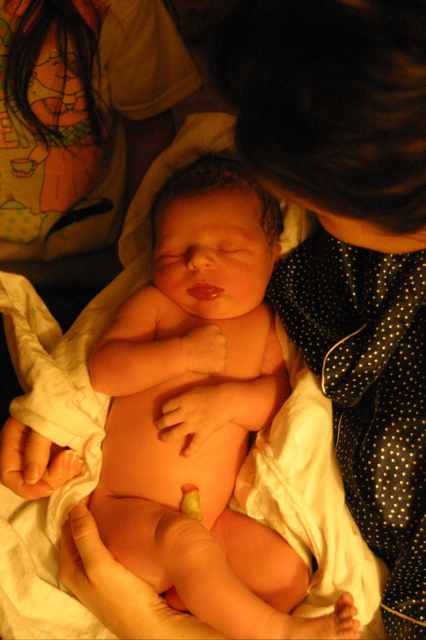
Otthon született gyermek első pillanatai

Az otthon szülés olyan gyermekszülés, ami tervezetten kórházon kívül zajlik az anya otthonában, vagy az elégtelen feltételek esetén speciális szülő otthonban. Az otthon szülésnél általában jelen van két bába, vagy más egészségügyi szakember és sok esetben egy dúla (Olyan képzett szülés körüli segítő, aki tisztában van az élettani szülés folyamatával, kiegészítő, támogató szerepet tölt be. Az esetek nagy többségében nem rendelkezik egészségügyi végzettséggel, ezáltal nem része az egészségügyi személyzetnek sem.), de szélsőséges esetben néha előfordul az is, hogy az anya minden szaksegítség nélkül szüli meg gyermekét. A világ különböző pontjáról összegyűjtött statisztikák szerint hasonló az alacsony kockázatúnak induló esetekben a szülés kockázata hasonló mértékű, mint a kórházi szüléseknél. Azonban gyakoriak az egymásnak ellentmondó kutatási eredmények, persze sok függ az országban tapasztalható általános egészségügyi állapotoktól és az egészségügyi rendszer felkészültségétől is.
Az otthon szüléssel kapcsolatban időnként felmerül még a háborítatlan szülés megfogalmazás is, ami egy tágabb fogalom, mert elméletileg a háborítatlan szülési módszerek egy intézményesített közegben is megvalósíthatóak, de alapértelmezésen ide tartozik az összes tervezett otthon szülés is.

## Hányan választják az otthon szülést?
Nehéz erre a kérdésre globális választ adni, ugyanis a statisztikai módszer nem csak erősen eltérő lehet országonként, hanem van olyan ország ahol nem is készül effajta kimutatás.
Így minden ezen alapuló fejtegetés, összehasonlítás sok vita és konfliktus alapja.
A 20. században a fejlett országokban az urbanizáció hatására az otthon szülés csökkent, felváltotta a helyét a kórházi, orvos vagy esetleg szülésznő által vezetett szülés. Az USA-ban az 1970-es években az otthon szülés gyakorlata újraéledt, az 1990-es évek középén 6% az otthon szülések aránya. Dániában az összes szülés 3%-a otthon vagy független születésházakban zajlik, Hollandiában a szülések 30%-a történik otthon, Svédországban viszont kevesebb mint 0,1%-a.
Az otthon szülések állami rendszerbe való integrációja országonként erősen eltérő.
Például Hollandiában szerves része az állami rendszernek, probléma mentes szüléseknél alapértelmezés az otthon szülés szaksegítséggel. Csak kockázatosnak ígérkező esetekben kötelező kórházban szülni. Ha valaki probléma mentes kategóriába esik és nem otthon szeretne szülni, akkor viszont többlet költséget kell fizetni az anyának, mert feleselgessen terheli az egészségügyi rendszert.
Ezzel szemben a un. poszt-kommunista blokk jellemzően kórház centrikus szülési egészségügyi rendszer, így többnyire a szakma negatívan kezeli a témát.
Mindenesetre a un. nyugati országok esetén is komoly eltérés van a téma értékelésében.
Nagy-Britanniában egyre több nő választja szülése helyszínéül az otthonát a kórház helyett.
Az American College of Nurse Midwives (Amerikai Bábakollégium) és az American Public Health Association (Amerikai Közegészségügyi Egyesület) állásfoglalásával támogatja az alacsony kockázatú nők otthoni szülését, míg az American College of Obstetricians and Gynecologists (Amerikai Szülész-Nőgyógyász Kollégium) szerint kizárólag kórházban kellene a nőknek szülni. Magyarországon jelenleg készül az otthon szülést szabályozó minisztériumi rendelet.
Az alacsony kockázatú szülésekre vonatkozó tanulmányok azt mutatják, hogy a tervezett, szaksegítséggel történő otthon szülés megközelíti a kórházi szülés biztonságát. Ezeknél a szüléseknél kevesebb az orvosi beavatkozás, kevesebb végződik császármetszéssel, fogóval vagy vákuummal, kevesebb a gyógyszeres fájdalomcsillapítás (mint például az epidurális érzéstelenítés, ami kockázatos az anya egészségére).

## Az otthon szülés helyzete Magyarországon
Mint a legtöbb fejlett és fejlődő országban, hazánkban is a csak a kórházban szülést alkalmazták mindenféle alternatív lehetőség nélkül. A szigorú semmelweisi elvek alapján még az apás szülés sem engedélyezték.
A rendszerváltás után ez a helyzet konzerválódott, és az egészségügyi rendszer a szülés levezetése és ellátása szempontjából nem változott lényegesen, akárcsak a hozzákapcsolódó állami bürokrácia.
Habár némi enyhülés azért tapasztalható volt, hiszen már a rendszerváltás előtt fokozottan engedélyezték az apás szülést és később pedig megjelentek un. baba barát kórházak is, de ez utóbbi területén is intézményenként nagyon nagy a minőségbeli szórás.
Az otthon szülésre mindig is volt igény de a rendszer támogatása híján ezt egy kisebb réteg vette csak igénybe és igényli ma is, amely nem haladja meg az egy százalékot. 
Ez az adat megfelelő statisztika hiánya miatt megközelítő érték. Kiindulva a születések számából, ami 2010-ben több mint 90 000 volt illetve Geréb Ágnes által megadott adatokból, amit ha az egyéb bábák tevékenységei miatt fel is szorzunk akkor sem haladja meg az 1 százalékot.
Az évtizedek alatt konzerválódott szakmai ellenállás és a réteg igény az oka, hogy a rendszerváltás utáni kormányok többsége nem foglalkozott az otthon szülés legális rendszerének kialakításával.
Különös fonák helyzetet jelent, hogy kimondottan tiltva sem volt a tervezett otthon szülés, de a bürokráciában és az utógondozásban az otthon szülés felvállalóknak komoly nehézségekkel kellett megbirkózniuk. Ennek is köszönhető az, hogy számos esetben a tervezett otthon szülés a szülök hivatalosan spontán otthoni szülésnek jelentették be. E miatt nehéz is ma már megmondani, hogy ebben az időszakban melyek voltak valóban spontán intézményen kívüli szülések.
Társadalmi fókuszba a 2000-es évek közepe után Geréb Ágnes munkássága és néhány otthon szülés alkalmával történt haláleset után került. Ekkor már a fokozott médiaérdeklődés is a helyzet rendezésére sarkallta a kormányzatot. Az érdemi kommunikáció a Gyurcsány-kormány idején indult meg Horváth Ágnes egészségügyi miniszter által, de a kezdeti érdekegyeztetések megrekedtek, az orvosok által felvázolt első terveket az otthon szülést képviselők elutasították. Végül az Orbán-kormány idején 2011 márciusában született meg a rendelet, a 2010-es Ternovszky vs. Hungary per hatására, melyet 2010. december 14-én Ternovszky Anna megnyert, Magyarország pedig elveszített.
Habár az otthon szülést támogatók alapvetően elégedettek, hogy végre törvényi alapja van az otthon szülésnek, még számos részletkérdés vitákra ad okot. Ilyen a finanszírozási kérdés, mivel jelenleg az otthon szülés semmilyen állami támogatást nem kap, illetve korábbi rendezetlen törvényi környezetnek köszönhetően a bábák szakmai akkreditációja is hátra van még. A társadalombiztosítási támogatás hiánya miatt független bábák kísérhetnek otthon szüléseket, akik nagy része akkreditált magánvállalkozásokban dolgozó szülésznő. Jelenleg (2021-ben) a következő cégekben dolgozó független bábák rendelkeznek ezzel az engedéllyel: Bábakalács Születésház Kft., Bábaszolgálat Kft., Életfa Bábapraxis Nonprofit Kft., Holdudvar Bábaház Kft., a Mindenhol Jó Bábapraxis, illetve Béres Edina független bába.

## Különböző vélemények
Azok az asszonyok, akik az otthon szülést választják, előnyben részesítik annak biztonságát és hangulatát. Az anya szabadon ehet, ihat, járkálhat, alhat, vagy bármit tehet, ami jólesik neki – amiket esetleg a kórház szabályainak alárendelve nem tehet meg. Az anya kényelme a szülés lefolyását könnyítheti, gyorsíthatja. Azonban egyes esetekben nem józan mérlegelés, hanem a kórházi közegtől való félelem vagy túlzott félelem (vagyis fóbia) az oka, hogy egy anya az otthon szülés mellett dönt. A kiszolgáltatott helyzet és a kontroll elveszítése nehezen feldolgozható és elfogadható egyes anyák számára.
A kórházi és az otthoni szülés kockázatai különböznek. Például nagyobb fertőzésveszélynek van kitéve az anya a kórházban (beleértve az antibiotikumnak ellenálló baktériumtörzseket, mint a Staphylococcus aureus), aminek otthon szülésnél jóval kevesebb az esélye. A sürgősségi helyzetekben azonban, mint például újraélesztést igénylő légzésproblémáknál vagy erős méhvérzés esetén az otthoni szülésnél kevesebb életmentő eszköz áll rendelkezésre.

## Biztonság
A British Medical Journal (Brit Orvosi Lap) „Outcomes of planned home births with certified professional midwives: large prospective study in North America” (Johnson & Daviss, June 2005) tanulmánya szerint hasonló a halálozási arány az otthoni és kórházi szüléseknél, ám sokkal kevesebb beavatkozást (epidurális érzéstelenítés, fogó vagy császármetszés) végeztek az otthon (induló) szüléseknél, mint az alacsony kockázatú kórházi szüléseknél. Például az otthon szülések 3,7%-a végződött császármetszéssel, míg a hasonló kockázatú kórházi szüléseknél 19% (2000 adat). A méhen belüli és újszülött-halálozás 1,7‰ volt otthoni szüléseknél, míg kórházi szüléseknél 0,9.
Az angol The National Center for Health and Clinical Excellence szervezet szerint szükség volna egy jó minőségű kutatásra a témában, különös tekintettel az újszülött-halálozási adatokra, egyben elismerte, hogy meg kellene adni a nőknek a választást arra vonatkozóan, hogy hol szüljenek.
Egy Hollandiában végzett átfogó kutatás, szerint „sokkal kockázatosabb” az otthon szülés, mint a kórházi szülés. A 40.000 szülést vizsgáló kutatás szerint magasabb a komplikációk és halvaszületések aránya az alacsony kockázatúnak ítélt, de bába által végzett születéseknél, mint a kórházban, nőgyógyász által végzett, eleve magas kockázatúnak ítélt születéseknél. Ráadásul mindkét esetben nagyjából azonos arányban kerültek csecsemők az intenzív osztályra a szülés után. A kutatás a holland rendszer felülvizsgálatát sürgeti. Ezen kutatás alapvető, koncepcionális hibáit mutatták ki a következő bekezdésben említett szerzők ugyanott, a BMJ oldalain.
Ezzel szemben egy másik, szintén Hollandiában, körülbelül másfél évvel korábban végzett, az eddigi legnagyobb, 530.000 szülést felölelő kutatás ellentétes eredménnyel zárult. Itt arra jutottak a szakemberek, hogy alacsony kockázatú terhességeknél „a komoly betegség vagy halál” kockázata ugyanakkora kórházban, mint az otthon szülésnél. A tanulmány szerzői ezzel bizonyítottnak látták, hogy nincs összefüggés a perinatális halálozások Hollandiában megfigyelt magasabb aránya és az otthon szülések között.
Összegzésképpen elmondható, hogy a kutatási eredmények legalábbis ellentmondóak, és ez nem segíti a tisztánlátást a kérdésben.
Módszertani szempontok alapján, valamint az időbeni és térbeni kiterjedését 2000-2004, British Columbia tartomány), illetve a számosságát (mintegy 12.000 eset) a vizsgált tényezők sokaságát, másrészről pedig a társadalmi összefüggésekre is kitekintő gondolkodásmódját tekintve, Pat Janssen tanulmánya tekinthető igazán mérvadónak.
A három csoport (bábák otthon, bábák kórházban és orvosok kórházban) eredményei szignifikáns különbséget mutattak az első kettő, míg nem szignifikánsat a második-harmadik összevetésekor.
A magyar Szülész-Nőgyógyászati Kamara viszont olyan, Egyesült Államok-beli statisztikai dolgozatra alapozza véleményét, amelyik több, jogosan megsemmisítő kritikát kapott (pl. a BMJ-ben), úgy a statisztikai módszere, az alkalmazott program és az önkényes értelmezések miatt, --éppen az általa idézett tudományos kutatások szerzőitől—s mint ilyen, tudományos szempontból teljességgel használhatatlan.

## Hírességek, akiknek a gyermeke otthon született
- Pamela Anderson [16]
- Charlotte Church [17]
- Cindy Crawford[16]
- Ricki Lake [18]
- Demi Moore[16]
- Thandiwe Newton [19]
- Kelly Preston[16]
- Meryl Streep[16]

Magyar hírességek
- Besh o droM zenekar 2 tagjának 5 gyereke
- Erdély Mátyás operatőr
- Galambos Péter szinkronszínész, műsorvezető
- Jáger András színész
- Karacs Attila K1 sportoló
- Kepes András újságíró
- Kő Pál szobrász
- Móré Irén fuvolaművész
- Rist Lilla újságíró
- Szávai Viktória színésznő
- Szalay Marianna színésznő
- Szil Katalin festőművész
- Sződy Judit újságíró

## Az otthon szülés napja
Április 7.